# Rarity
(Rarity)
Rarity è un personaggio principale della serie televisiva animata My Little Pony - L'amicizia è magica; è doppiata in italiano da Camilla Gallo e da Tabitha St. Germain nell'edizione originale. Ella rappresenta l'elemento della generosità.

## Il personaggio

### Lo sviluppo del personaggio
Il design di Rarity deriva principalmente da quello dei pony di prima generazione Sparkler (per il cutie mark) e Glory (per lo schema di colori), e ricorda nel complesso il pony di prima generazione Majesty. Il suo modo di fare ricorda quello del pony di terza generazione Rainbow Dash, sia nel modo di parlare (anche se Rainbow Dash G3 si esprime in inglese britannico, mentre Rarity ha un accento Mid-Atlantic), sia nella tendenza a tentennare la criniera. Il suo nome deriva da un omonimo pony di terza generazione.
La criniera e la coda di Rarity sono ondulate e curate, e i suoi occhi hanno un design particolare e quasi unico. Il suo cutie mark rappresenta tre gemme azzurre di forma romboidale. 

### Carattere
Le principali caratteristiche di Rarity sono la generosità, l'amore per la bellezza e l'ordine e la passione per la moda; al suo primo incontro con Twilight Sparkle insiste per sistemarle l'acconciatura rovinata, e in seguito non esita a sacrificare la propria coda per sostituire un baffo di un serpente marino che ne lamentava la perdita, affermando di non poter lasciare che «un tale crimine contro la bellezza» rimanga trascurato.
Rarity ama considerarsi una pony d'alta classe, al punto di affermare che, pur essendo nativa di Ponyville, il suo animo appartiene a Canterlot, la fascinosa capitale di Equestria.
Talvolta, il suo amore per la pulizia e l'ordine diventa un'ossessione, rendendola incapace di concentrarsi su problemi più urgenti o di accontentare il desiderio della sorellina Sweetie Belle di partecipare a una competizione da lei ritenuta «rozza» (uncouth); in entrambi i casi, tuttavia, Rarity riesce a superare queste proprie difficoltà, anteponendo il bene degli altri al proprio.
Un'altra sua caratteristica è quella di reagire in modo eccessivamente drammatico alle situazioni, spesso arrivando a gestualità tipiche di una diva del cinema (come teatrali svenimenti).

### Abilità
Essendo un unicorno, Rarity può usare la magia (anche se in misura minore rispetto a Twilight); ella adopera i suoi poteri soprattutto in relazione al proprio lavoro di fashion designer, ad esempio per tagliare e cucire tessuti, spostare oggetti tramite telecinesi e maneggiare svariati strumenti contemporaneamente. È anche in grado di localizzare filoni di gemme celati sottoterra, abilità che le è innata.
La maggiore dote di Rarity è la sua attitudine alla moda: è straordinariamente abile sia nel concepire il design di un vestito sia nel realizzarlo, spesso impiegando pochissimo tempo per il completamento.

## Equestria Girls
Nell'universo di Equestria Girls, Rarity è una ragazza liceale dalla pelle bianca. Il suo senso estetico e la fissazione per i vestiti ricalcano quelli della sua controparte pony. Suona il pianoforte e il keytar, e si trasforma in pony quando mostra il suo carattere generoso, ad esempio donando vestiti alle sue amiche. Nel quarto film Equestria Girls - Legend of Everfree Rarity ottiene, come le sue amiche, dei poteri magici derivati da una pietra magica bianca, che le dona la capacità di creare delle lastre di diamante e usarle come barriera.